# Luigi Sedea
Luigi Sedea (Padova, 1913 – Bocche di Cattaro, 7 ottobre 1943) è stato un militare e partigiano italiano, insignito della medaglia d'oro al valor militare alla memoria nel corso della seconda guerra mondiale.

## Biografia
Nacque a Padova nel 1913, figlio di Giuseppe e Emma Pavanello. Conseguito il diploma di ragioniere nella sua città natale nel corso del 1931, si iscrisse alla facoltà di economia e commercio presso l'Istituto superiore Cà Foscari di Venezia, laureandosi nel 1939. Fu poi direttore di un consorzio di bonifica fino a quando venne chiamato a prestare servizio militare nel Regio Esercito nel gennaio 1941. Ammesso quale allievo ufficiale di complemento di fanteria alla Scuola dell'Aquila, fu nominato sottotenente nell'agosto dello stesso anno, assegnato al 12º Reggimento fanteria. Nell'ottobre successivo fu trasferito al deposito del 93º Reggimento fanteria ad Ancona, per la costituzione del 119º Reggimento fanteria della 155ª Divisione fanteria "Emilia". Il 23 marzo 1942 partiva con il reggimento per la Dalmazia, assegnato al I Battaglione. Al momento dell'armistizio dell'8 settembre 1943 si schierò subito contro i tedeschi, combattendo per circa un mese sino a che, catturato, fu fucilato dai tedeschi a Cerquizza di Cattaro il 7 ottobre 1943. Decorato con la medaglia d'oro al valor militare alla memoria, a Luigi Sedea è stata intitolata una via della sua città natale.